# Steinar Aulie
Steinar Aulie (6 settembre 1959) è un ex calciatore norvegese.

## Carriera

### Club
Aulie vestì la maglia del Mjøndalen.

### Nazionale
Conta una presenza per la Norvegia. Il 13 novembre 1982, infatti, fu titolare nella sconfitta per 1-0 contro il Kuwait.